# Frank Giordano
Frank Anton Giordano (* 11. März 1980 in Speyer) ist ein deutscher Radioonkologe und Hochschullehrer an der Universität Heidelberg.

## Werdegang
Nach dem Medizinstudium an der Universität Heidelberg war er zunächst am Deutschen Krebsforschungszentrum und am Nationalen Centrum für Tumorerkrankungen tätig. 2012 wechselte er an die Klinik für Strahlentherapie der Universitätsmedizin Mannheim, die er zuletzt kommissarisch leitete. Im April 2020 wurde er auf den neu geschaffenen Lehrstuhl für Strahlentherapie an der Universität Bonn berufen und war dort bis September 2022 Direktor der Klinik für Strahlentherapie und Radioonkologie am Universitätsklinikum Bonn. Im Oktober 2022 nahm er einen Ruf auf den Lehrstuhl für Strahlentherapie der Medizinischen Fakultät Mannheim der Universität Heidelberg an und leitet seither wieder die Klinik für Strahlentherapie und Radioonkologie der Universitätsmedizin Mannheim. Im Juli 2024 ist er zum geschäftsführenden Direktor des Mannheimer Institut für intelligente Systeme in der Medizin (MIiSM) bestellt worden.

## Werk
Sein wissenschaftliches Interesse gilt der Erforschung neuer Behandlungsmethoden von Hirntumoren (insbesondere von Glioblastomen) und von Metastasen, u. a. durch den Einsatz der künstlichen Intelligenz.
Zusammen mit weiteren Hochschullehrern, dem Medienunternehmer Jörg Hoppe, der Hirntumorpatientin und Influencerin Marlene Bierwith und dem Start-up Unternehmer Till Behnke ist er Gründer und Vorstand des Deutschen Innovationsbündnis Krebs & Gehirn, das u. a. vom ehemaligen Bundesgesundheitsminister Jens Spahn unterstützt wird. Auf dem YouTube-Kanal „Gemeinsam Gegen Glioblastom“ erklärt er laienverständlich wie und weshalb eine Strahlentherapie angewendet wird.
Im Mai 2022 wurde er als externer Experte in den Innovationsausschuss des G-BA berufen.
Seit Mai 2023 ist er Mitglied im Fachausschuss „Medizinische/Wissenschaftliche Nachwuchsförderung“ der Deutschen Krebshilfe.

## Schriften
- Frank Giordano, Frederik Wenz (Hrsg.), Strahlentherapie kompakt, 3. Auflage, 2019, Elsevier, ISBN 978-3-437-23292-3.

## Auszeichnungen
- Exzellenzstipendium der Else-Kröner-Fresenius-Stiftung für die Erforschung des Glioblastoms.[13]
- Stipendium für herausragende wissenschaftliche Nachwuchskräfte der Peter und Traudl Engelhorn-Stiftung.
- Ehrenmitgliedschaft der Sociedad Española de Oncología Radioterápica (SEOR).[14]
- Translational Science Award der American Society for Radiation Oncology (ASTRO).[15]

## Belege
1. ↑  CIO Bonn - Spezialist für Strahlentherapie und Radioonkologie. Abgerufen am 3. April 2023.
2. ↑  UMM: Frank Giordano neuer Direktor der Klinik für Strahlentherapie und Radioonkologie. Abgerufen am 9. November 2022 (deutsch).
3. ↑  MIISM: UMM Universitätsmedizin Mannheim. Abgerufen am 11. September 2024.
4. ↑  IDW: Pressemitteilung. Abgerufen am 28. April 2020.
5. ↑  Clara Schink: Neues Verfahren: Hier wird ein Hirntumor zertrümmert. BILD, 2. Dezember 2018, abgerufen am 31. Juli 2020.
6. ↑  Varian Ethos: Uniklinik Mannheim. Abgerufen am 12. Oktober 2023.
7. ↑  Judith Görs: Tumorpatientin und Influencerin: Mit dem Krebs fand Marlene das Glück. ntv.de, 12. März 2018, abgerufen am 2. August 2020.
8. ↑  DIK&G. Abgerufen am 31. Juli 2020 (deutsch).
9. ↑  Jens Spahn unterstützt das DIK&G. Abgerufen am 29. Juli 2020.
10. ↑  Gemeinsam gegen Glioblastom STRAHLENTHERAPIE VERSTEHEN: WAS BEDEUTET ES FÜR DEN PATIENTEN? Abgerufen am 12. Oktober 2023 (deutsch).
11. ↑  Deutscher Ärzteverlag GmbH, Redaktion Deutsches Ärzteblatt: Frank Giordano: Digitalexperte verstärkt Innovationsausschuss. 1. Juli 2022, abgerufen am 15. August 2022.
12. ↑  Organisation. Abgerufen am 8. November 2023.
13. ↑  Else Kröner Stiftung: Boosting Twice: Systemische Immuneffekte nach Hochdosis-Bestrahlung von Glioblastomen. Abgerufen am 1. August 2020.
14. ↑  Nachgefragt: Was ist eigentlich aus unseren ehemaligen geförderten Wissenschaftlerinnen und Wissenschaftlern geworden? | Else Kröner-Fresenius-Stiftung. Abgerufen am 12. Oktober 2022.
15. ↑  Deutscher Ärzteverlag GmbH, Redaktion Deutsches Ärzteblatt: Verleihung. Abgerufen am 12. Oktober 2022.

| Personendaten    | Personendaten                               |
| ---------------- | ------------------------------------------- |
| NAME             | Giordano, Frank                             |
| ALTERNATIVNAMEN  | Giordano, Frank Anton (vollständiger Name)  |
| KURZBESCHREIBUNG | deutscher Radioonkologe und Hochschullehrer |
| GEBURTSDATUM     | 11. März 1980                               |
| GEBURTSORT       | Speyer                                      |